# Роз'їзд №29
Роз'ї́зд № 29 (рос. Разъезд №29) — селище у складі Омутинського району Тюменської області, Росія.
Населення — 22 особи (2010, 59 у 2002).
Національний склад станом на 2002 рік:
- росіяни — 90 %